# وینکل (زاکسونی)-آنهالت
وینکل (زاکسونی)-آنهالت (به آلمانی: Winkel) یک منطقهٔ مسکونی در آلمان است که در آل‌اشتد واقع شده‌است. وینکل  ۳۱۷ نفر جمعیت دارد.